# 대흑천

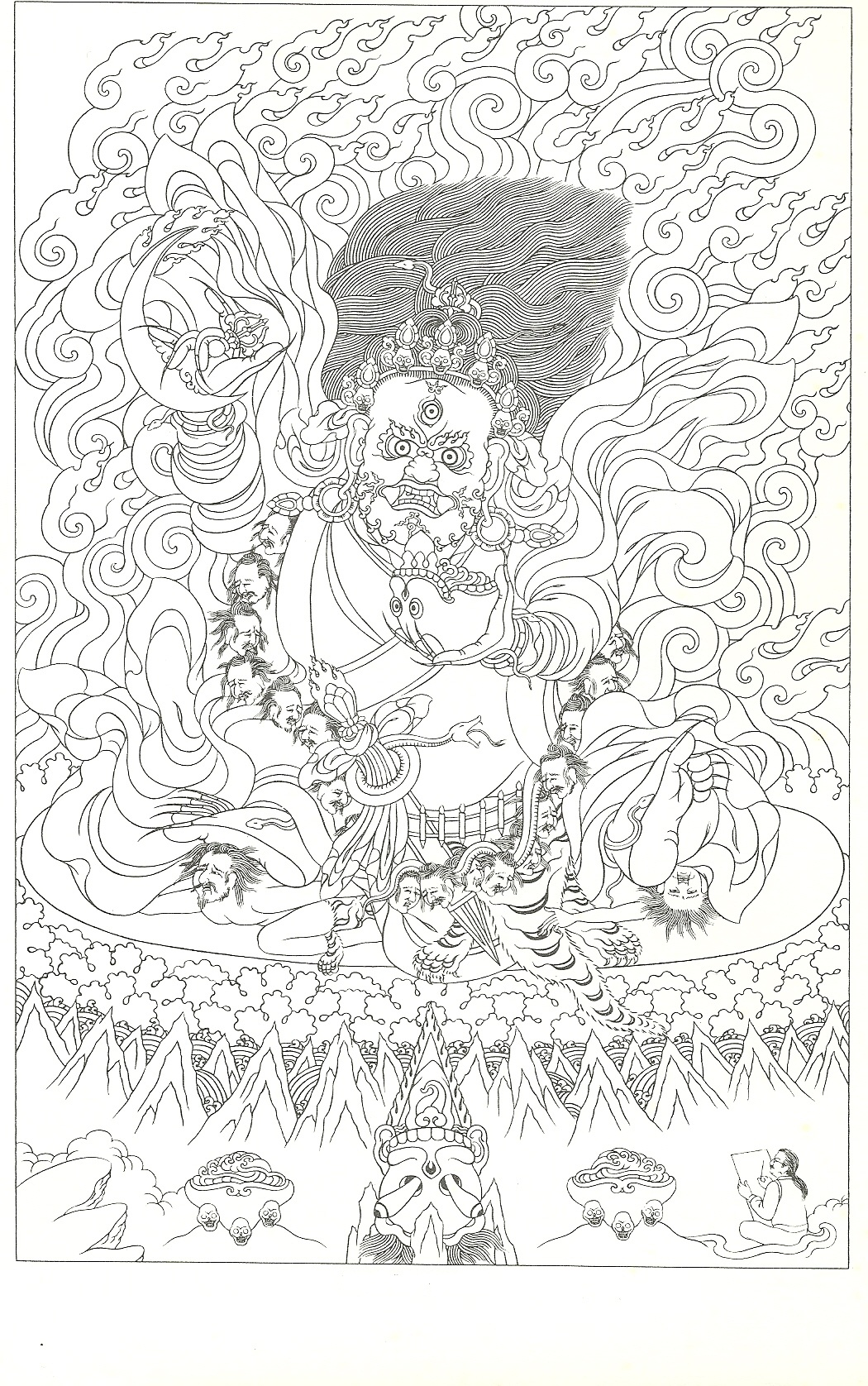
대흑천.

대흑천(大黒天)은 힌두교의 신 시바의 이명이며, 이것이 불교에 도입된 것이다. 일본에서는 칠복신 중 한 명으로 간주된다.

## 같이 보기
- 쿠베라
- 다키니
- 에비스 (신화)
- 칠복신
- 신불습합